# Koseakivka, Tarașcea
Koseakivka (în ucraineană Косяківка) este localitatea de reședință a comunei Koseakivka din raionul Tarașcea, regiunea Kiev, Ucraina.

## Demografie
Componența lingvistică a localității Koseakivka
     Ucraineană (99,82%)
     Alte limbi (0,18%)
Conform recensământului din 2001, majoritatea populației localității Koseakivka era vorbitoare de ucraineană (99,82%), existând în minoritate și vorbitori de alte limbi.

## Legături externe
- pl Kosiakówka în Dicționarul geografic al Regatului Poloniei și al altor țări slave, volum IV (Kęs — Kutno) anul 1883

- pl Kosiakówka în Dicționarul geografic al Regatului Poloniei și al altor țări slave, volum XV, p. 2 (Januszpol — Wola Justowska)1902